# Zonula ciliaris

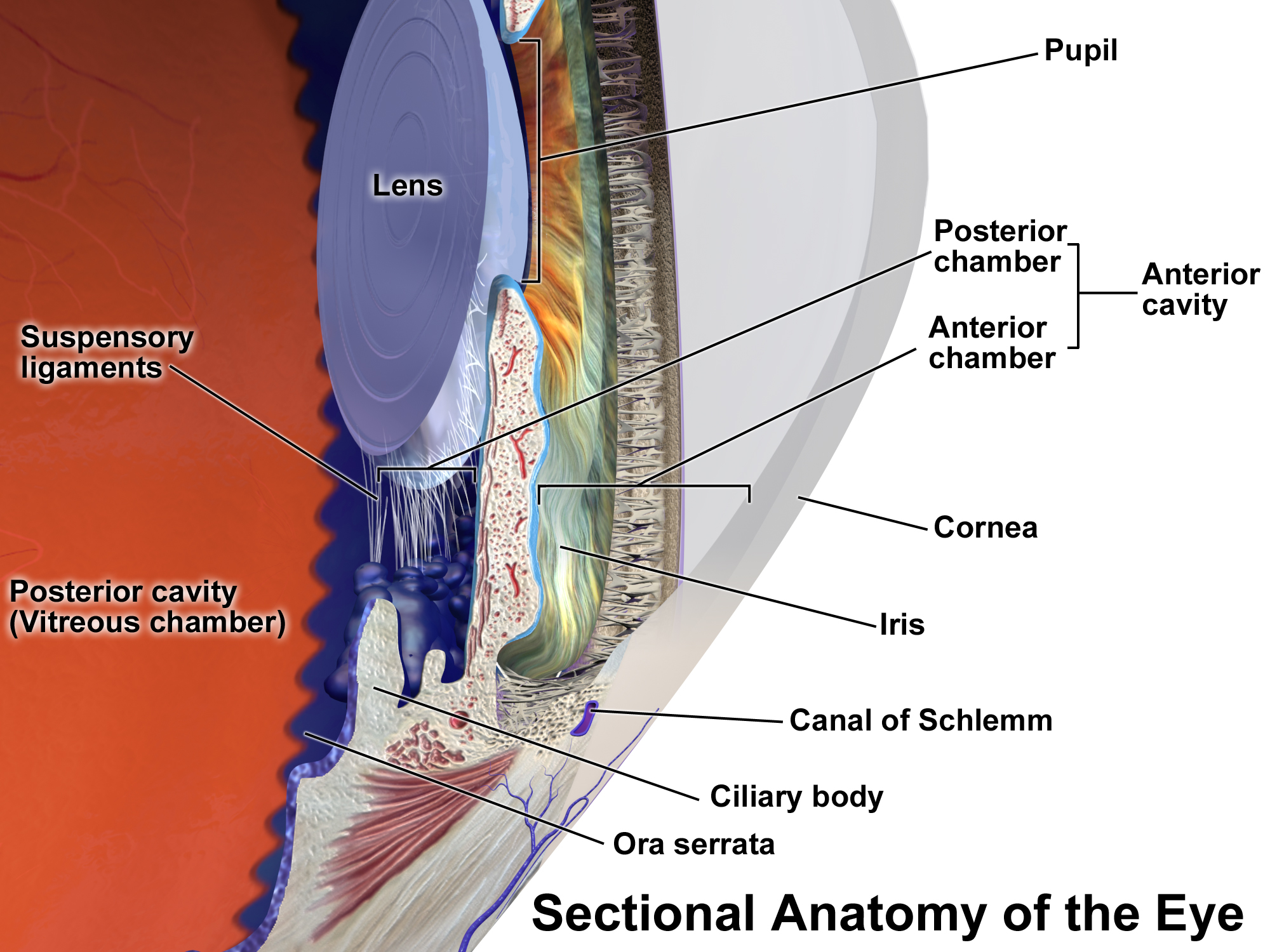
De zonula ciliaris wordt hier aangeduid als “suspensory ligaments.

De zonula ciliaris (uit het Latijn zonula, kleine gordel, en ciliaris, van het cilium, oogwimper); ook zonula van Zinn genoemd (naar Johann Gottfried Zinn) is een ring van vezelige strengen die een zonule (kleine band, membraan of gordel) vormt die het straalvormig lichaam verbindt met de lens van het menselijk oog. Deze vezels worden soms collectief aangeduid als de ligamenten van de lens en spelen een rol bij accommodatie.